# Петли монтажные (подъёмные)

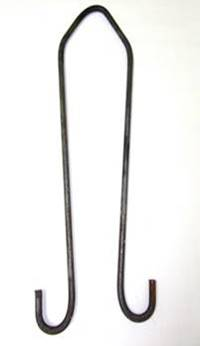
Рис. 1. Петля монтажная металлическая

Петли монтажные (подъемные) — элемент сборных бетонных и железобетонных конструкций. Изготавливают из пластичных марок арматурных сталей (рис. 1) или из ленты для строп (рис.2). 

## Применение
Петли монтажные используются в промышленном и гражданском строительстве. Служат для захвата бетонных изделий при извлечении их из форм, а также при проведении погрузочно-разгрузочных работ и монтажных операций железобетонных и бетонных изделий, а также сэндвич-панелей стеновых и являются в настоящее время основным средством для этого. После монтажа железобетонных сэндвич-панелей петля монтажная должна быть срезана, но данная операция не выполняется из-за сложности процедуры срезания и пожароопасности, так как утеплителем в сэндвич-панели является легко воспламеняющийся материал — пенопласт. Поэтому приямок замоноличивается бетоном и металлическая петля остается в панели. Таким образом, металлическая петля остается в панели в качестве «мостика холода», что приводит к снижению энергосберегающих свойств панелей и всего строящегося здания в целом.

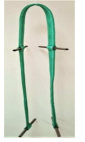
Рис. 2 Гибкая монтажная петля из ленты для строп

## Гибкая монтажная петля
Также для монтажных операций сэндвич-панелей и их погрузочно-разгрузочных работ разработана гибкая монтажная петля (рис.2), которая является альтернативой стальным петлям. Гибкая монтажная петля изготавливается из текстильной ленты для строп, соединенной продольными швами. Также петля оснащена 4 анкерами (рис. 2). Анкера представляют собой отрезки стеклопластиковой арматуры.

## Преимущества гибкой монтажной петли
При применении гибкой монтажной петли технологически упрощается и ускоряется процесс монтажа петель в панель за счет их конструкционных особенностей. При монтаже такой петли нет необходимости в устройстве выемки в бетоне, в то время как при монтаже стальных петель требуется выемка, что значительно увеличивает трудоемкость процесса изготовления панели. Гибкая монтажная петля позволяет исключить необходимость последующего демонтажа петли или иных дополнительных работ после установки плиты в конструкцию здания.
Высокая коррозионная стойкость стеклопластика позволяет сохранить внешний вид фасада здания и уменьшить толщину фасадного слоя бетона от 70 до 30 мм без ущерба для стойкости конструкции под воздействием внешней среды.